# Albany (Indiana)
Albany és una població dels Estats Units a l'estat d'Indiana. Segons el cens del 2000 tenia 2.368 habitants.

## Demografia
Segons el cens del 2000, Albany tenia 2.368 habitants, 958 habitatges, i 646 famílies. La densitat de població era de 554,1 habitants per km².
Dels 958 habitatges en un 30,8% hi vivien nens de menys de 18 anys, en un 53,8% hi vivien parelles casades, en un 10,3% dones solteres, i en un 32,5% no eren unitats familiars. En el 28,8% dels habitatges hi vivien persones soles el 13,7% de les quals corresponia a persones de 65 anys o més que vivien soles. El nombre mitjà de persones vivint en cada habitatge era de 2,39 i el nombre mitjà de persones que vivien en cada família era de 2,95.
Per edats la població es repartia de la següent manera: un 24,4% tenia menys de 18 anys, un 7,9% entre 18 i 24, un 28,2% entre 25 i 44, un 22,3% de 45 a 60 i un 17,3% 65 anys o més.
L'edat mediana era de 38 anys. Per cada 100 dones de 18 o més anys hi havia 83,1 homes.
La renda mediana per habitatge era de 33.314 $ i la renda mediana per família de 40.893 $. Els homes tenien una renda mediana de 33.929 $ mentre que les dones 24.286 $. La renda per capita de la població era de 16.620 $. Entorn del 4,5% de les famílies i el 5,9% de la població estaven per davall del llindar de pobresa.

## Poblacions més properes
El següent diagrama mostra les poblacions més properes.